# Croce Rossa di Capo Verde

il simbolo della Croce Rossa

La Croce Rossa di Capo Verde è la società nazionale di Croce Rossa dello stato di Capo Verde, arcipelago al largo delle coste senegalesi.

## Denominazione ufficiale
- Cruz Vermelha de Cabo Verde (abbreviato CVCV), in portoghese, lingua ufficiale dello stato e dell'Associazione;
- Red Cross of Cape Verde (abbreviato RCCV), in inglese, utilizzata internazionalmente e presso la Federazione;
- Croix-Rouge du Cap-Vert (abbreviato CRCV), in francese, utilizzata per la corrispondenza estera dell'Associazione[1].

## Storia
La Croce Rossa di Capo Verde fu fondata nel 1984 e riconosciuta dal Movimento nell'anno successivo.

## Organizzazione
Gli organi di governo sono l'Assemblea Generale, che si riunisce ogni tre anni, il Consiglio Superiore, che si riunisce due volte l'anno ed il Comitato Esecutivo concadenza settimanale.

## Suddivisione territoriale
La Croce Rossa capoverdiana è presente con 6 filiali locali sull'isola di Santiago, due sull'isola di Santo Antão e due sull'isola di Fogo. Esiste inoltre una filiale per ciascuna delle altre isole abitate, ovvero Maio, Brava, São Vicente, São Nicolau, Sal e Boa Vista.

## Attività
La Cruz Vermelha de Cabo Verde è uno dei membri del Rome Consensus per la lotta alla tossicodipendenza.